# Mauritiusboor
Mauritiusboor (Bolyeriidae) är en familj i underordningen ormar.
Familjen bildas av endast två arter som står i var sitt släkte:
- Mauritiusboa eller Round Island-boa (Bolyeria multocarinata) är troligen utdöd.
- Ledkäksboa (Casarea dussumieri)

Båda arter lever eller levde på den lilla ön Round Island norr om Mauritius. Ledkäksboan vistas främst på träd medan Mauritiusboan föredrog steniga ytor och bergssprickor. Dessa boor livnär sig nästan uteslutande av öns ödlor, till exempel geckor och skinkar.

## Kännetecken
Vissa individer når en längd upp till 1,5 meter, vanligen mellan 80 och 130 centimeter. Mauritiusboor skiljer sig från boaormar genom avsaknaden av korsben och bäcken. Dessutom har de per käkhalva ett inre och ett yttre överkäksben.

## Hot
Ursprungligen fanns dessa ormar även på Mauritius men där blev de utrotade av frigående tamsvin. Ledkäksboan listas av IUCN som starkt hotad (endangered). Mauritiusboan iakttogs 1975 för sista gången och därför antas att arten är utdöd.
På Round Island hotades arterna främst av tamgetter och kaniner som infördes på ön 1840. Under 1980-talet startade Mauritius Wildlife Foundation ett initiativ för att avlägsna alla getter och kaniner från ön. Dessutom infördes restriktiva naturskyddsåtgärder på Round Island. Ledkäksboans bestånd ökade sedan dess men för Mauritiusboan kom dessa åtgärder troligen för sent.